# Philippe Ivanovitch Pachkov
Pour les articles homonymes, voir Pachkov.
Philippe Ivanovitch Pachkov (en russe : Филипп Иванович Пашков) dit Istoma Pachkov (Истома Пашков), né vers 1583, est un personnage de l'Empire russe. 
Fédor II, fils de Boris Godounov est mort le 10 juin 1605, et le premier faux Dimitri, un Polonais qui se prétendait être le fils cadet d'Ivan le terrible qui aurait miraculeusement survécu, lui succède sous le nom de « Dimitri II ». Il est assassiné le 17 mai 1606 et Vassili IV Chouiski prend alors le pouvoir.
Le prince Grigori Chakhovskoï entre en rébellion contre Vassili IV Chouiski dès sa nomination comme voïvode de Poutivl. La rébellion se propage à d'autres régions du sud, au nom de la fidélité à Dimitri II qu'on croit survivant à son assassinat et réfugié à Sambor, en Pologne. En réalité Dimitri II est bien mort, mais un allié de Chakhovskoï, Mikhaïl Molchanov, réside à Sambor et se fait passer pour lui. 
À Sambor, Molchanov nomme Ivan Bolotnikov général en chef de l'armée rebelle. Dès juillet 1606, ce dernier se porte au secours de la forteresse de Kromy à la tête de 12 000 hommes.
Devant un nouveau danger d'usurpation, Pachkov défait les troupes de Bolotnikov et entreprend de chasser un deuxième faux Dimitri venu de Lettonie cette fois et appuyé par la Suède et la Pologne.
Pachkov soutenu par les boyards, puisque boyard lui-même, réussit à se défaire du second faux Dimitri, et siégeant à la Douma fait nommer en 1613 Mikhaïl Fiodorovitch qui devient ainsi le premier tsar de la lignée des Romanov. 
Cette période de l'histoire russe est complexe. Elle aura duré sept longues années durant lesquelles Pachkov a lutté et chassé trois usurpateurs, payé de sa personne et de sa fortune.
Ainsi la dynastie des Romanov est installée sur le trône de la Russie et s'y maintiendra jusqu'à la révolution de Février.

## Descendance
Son fils[réf. nécessaire] Athanase (Afanasy, Афанасий) va être en 1644 nommé voïvode, c'est-à-dire chef des armées impériales et durant 18 ans, avec son fils Jérémie (Ieremeï, Еремей), à la tête de Cosaques, il va entreprendre héroïquement la conquête de la Sibérie orientale. Il passe l'Oural et va donner au tsar le plus grand territoire de la planète. Il fonde la ville de Nertchinsk en 1658.